# Phillips Idowu
Pour les articles homonymes, voir Idowu.
Phillips Olaosebikan Idowu, né le 30 décembre 1978 à Londres, est un athlète britannique spécialiste du triple saut, champion du monde en 2009.

## Biographie
En 2002, il remporte sa première médaille dans un grand championnat avec l'argent aux Jeux du Commonwealth de 2002 où il termine deuxième derrière Jonathan Edwards. Lors des Jeux du Commonwealth de 2006 à Melbourne, il remporte une médaille. Pour les Championnats d'Europe en salle 2007 à Birmingham, il remporte une médaille du même métal, établissant également avec 17,56 m le record des championnats. Cette performance, qui est la meilleure performance mondiale de l'année, se positionnant ainsi comme l'un des principaux concurrents au suédois Christian Olsson pour l'obtention du titre mondial pour l'édition du mondial 2007 à Osaka. Ceci est confirmé par sa victoire lors du meeting du Bislett.
Le 18 août 2009, Phillips Idowu remporte la finale des Championnats du monde de Berlin avec 17,73 m, signant la meilleure performance mondiale de l'année et un nouveau record personnel. Il devance le tenant du titre portugais Nelson Évora et le Cubain Alexis Copello. Le 2 octobre 2009, il est désigné Athlète européen de l'année par l'Association européenne d'athlétisme (EAA en anglais) et athlète britannique de l'année par la British Athletics Writers' Association (BAWA). Il devance le Norvégien Andreas Thorkildsen.
Deuxième des Championnats d'Europe par équipes 2010, Phillips Idowu remporte le titre des Championnats d'Europe de Barcelone en améliorant son record personnel avec 17,81 m à sa 4e tentative tuant ainsi le concours malgré la présence du jeune champion du monde en salle 2010 Teddy Tamgho qui a déjà sauté plusieurs fois au-delà des 17,90 m en cette année 2010. Le second, le roumain Marian Oprea réalise sa meilleure performance de la saison avec 17,51 m quand le français termine à la troisième place avec 17,45 m.
Phillips Idowu confirme alors son statut de grand compétiteur, capable de réaliser de superbes performances et de battre ses records personnels au cours des grands championnats comme il l'avait déjà prouvé aux championnats du monde 2009 avec son saut à 17,73 m (WL et PB).
Il est fait Membre de l'Ordre de l'Empire britannique (MBE) à l'occasion de la Queen's Birthday honours list le 11 juin 2011, pour services rendus à l'athlétisme.
Il renonce aux Mondiaux de Moscou (10-18 août 2013). « Après avoir longuement réfléchi, j'ai décidé de prendre du recul avec l'athlétisme », écrit-il dans un communiqué en juillet 2013.

## Palmarès

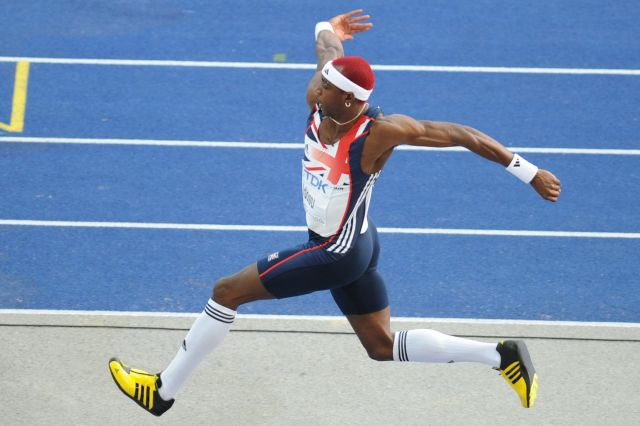
Idowu lors des Mondiaux 2009 à Berlin

Panorama de Phillips Idowu lors des Jeux olympiques 2008 de Pékin

| Année | Compétition                       | Lieu              | Résultat | Marque  |
| ----- | --------------------------------- | ----------------- | -------- | ------- |
| 2000  | Jeux olympiques                   | Sydney, Australie | 6e       | 17,08 m |
| 2001  | Championnats du monde             | Edmonton          | 9e       | 16,60 m |
| 2002  | Jeux du Commonwealth              | Manchester        | 2e       | 17,68 m |
| 2002  | Championnats d'Europe             | Munich            | 5e       | 16,92 m |
| 2004  | Jeux olympiques                   | Athènes           | 12e      | NM      |
| 2006  | Jeux du Commonwealth              | Melbourne         | 1er      | 17,45 m |
| 2006  | Championnats d'Europe             | Göteborg          | 5e       | 17,02 m |
| 2007  | Championnats d'Europe en salle    | Birmingham        | 1er      | 17,56 m |
| 2007  | Championnats du monde             | Osaka             | 6e       | 17,09 m |
| 2008  | Championnats du monde en salle    | Valence           | 1er      | 17,75 m |
| 2008  | Jeux olympiques                   | Pékin             | 2e       | 17,62 m |
| 2009  | Championnats du monde             | Berlin            | 1er      | 17,73 m |
| 2010  | Championnats d'Europe par équipes | Bergen            | 2e       | 17,12 m |
| 2010  | Championnats d'Europe             | Barcelone         | 1er      | 17,81 m |
| 2010  | Coupe continentale                | Split             | 3e       | 17,24 m |
| 2011  | Championnats du monde             | Daegu             | 2e       | 17,77 m |
| 2011  | Ligue de diamant                  | Ligue de diamant  | 1er      | détails |

## Records
| Épreuve                | Performance | Lieu      | Date            |
| ---------------------- | ----------- | --------- | --------------- |
| Triple saut            | 17,81 m     | Barcelone | 29 juillet 2010 |
| Triple saut (en salle) | 17,75 m     | Valence   | 9 mars 2008     |
| Saut en longueur       | 7,56 m      | Gateshead | 11 juin 2006    |
| 60 m                   | 6 s 81      | Londres   | 31 janvier 2004 |
| 100 m                  | 10 s 60     | Ballarat  | 25 février 2006 |